# Caleta Playa

La caleta Playa (51°47′S 58°12′O / -51.783, -58.200)  es una entrada de mar que se encuentra en el este de la isla Soledad del archipiélago de las Malvinas. Administrativamente pertenece al departamento Islas del Atlántico Sur de la provincia de Tierra del Fuego, Antártida e Islas del Atlántico Sur.
Esta pequeña caleta se ubica en el fondo sudoccidental del puerto Fitz Roy, al sur de la desembocadura del río Fitz Roy y al norte del puerto Agradable.